# Phalloniscus kenepurensis
Phalloniscus kenepurensis is een pissebed uit de familie Dubioniscidae. De wetenschappelijke naam van de soort is voor het eerst geldig gepubliceerd in 1901 door Charles Chilton.